# WTA Finals 2014
El BNP Paribas WTA Finals 2014, també anomenada Copa Masters femenina 2014, és l'esdeveniment que va reunir les vuit millors tennistes individuals i les vuit millors parelles femenines de la temporada 2014. Es tractava de la 44a edició en individual i la 39a en dobles. Es va disputar sobre pista dura entre el 20 i el 26 d'octubre de 2014 al Singapore Indoor Stadium de Singapur.
La tennista estatunidenca Serena Williams va guanyar el títol per cinquena ocasió en la seva carrera, tercera consecutiva (2001, 2009, 2012, 2013). El títol li va permetre consolidar el número 1 en el rànquing individual. La parella formada per la zimbauesa Cara Black i l'índia Sania Mirza van guanyar el títol per primera vegada com a parella, però per Black fou el tercer.

## Format

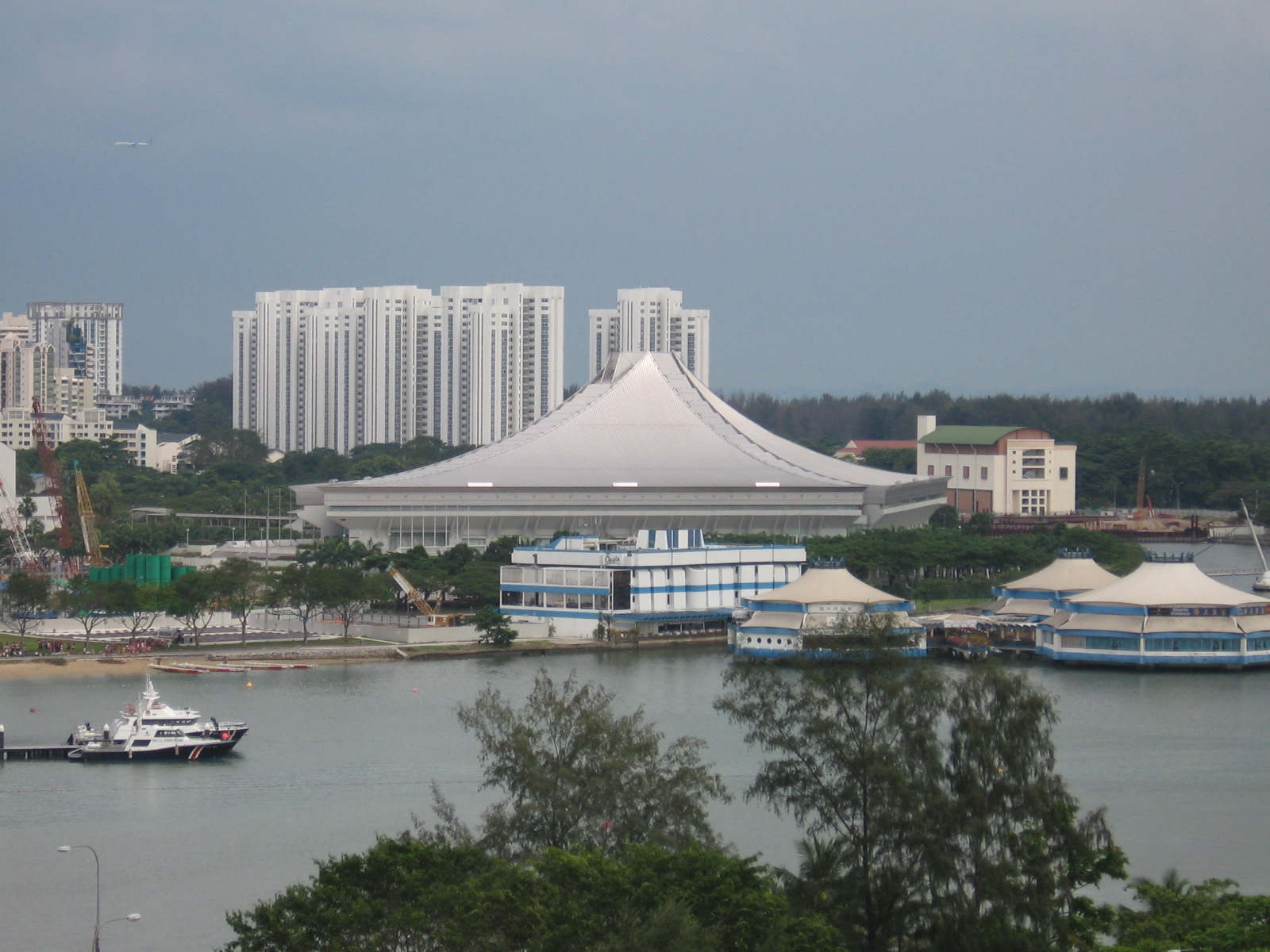
Singapore Indoor Stadium

Les vuit tennistes classificades disputen una fase inicial en el format Round Robin en dos grups de quatre, anomenats grup blanc i grup vermell. Durant els primers quatre dies es disputen els partits d'aquests grups, de manera que cada tennista disputa tres partits contra la resta d'integrants del seu grup. Les dues millors tennistes de cada grup avancen a semifinals. Les vencedores de semifinals disputen la final i les dues perdedores disputen la final de consolació. El sistema de classificació del sistema Round Robin es determina mitjançant els següents criteris:
1. Nombre de victòries
2. Nombre de partits disputats
3. En empats de dues jugadores, el resultat directe
4. En empats de tres jugadores, percentatge de sets i després jocs
5. Decisió del comitè organitzatiu

En categoria de dobles, s'utilitza el mateix format a diferència de les edicions prèvies o només hi accedien les quatre millors directament a semifinals.

## Individual

### Classificació
| Rq | Jugadores           | Punts | T  | Data de classificació |
| -- | ------------------- | ----- | -- | --------------------- |
| 1  | Serena Williams     | 7.146 | 17 | 5 de setembre         |
| 2  | Maria Xaràpova      | 6.680 | 15 | 8 de setembre         |
| 3  | Petra Kvitová       | 5.597 | 18 | 27 de setembre        |
| 4  | Simona Halep        | 5.403 | 19 | 15 de setembre        |
| 5  | Eugenie Bouchard    | 4.523 | 22 | 2 d'octubre           |
| 6  | Agnieszka Radwańska | 4.441 | 20 | 2 d'octubre           |
| 7  | Ana Ivanović        | 4.390 | 21 | 2 d'octubre           |
| 8  | Caroline Wozniacki  | 4.045 | 19 | 2 d'octubre           |
| S1 | Angelique Kerber    | 3.480 | 22 | 9 d'octubre           |
| S2 | Iekaterina Makàrova | 2.970 | 19 | 16 d'octubre          |

### Fase grups

#### Grup vermell
| Rq | Jugadora         | S. Williams | S. Halep         | E. Bouchard | A. Ivanović      | V − D | Sets  | Jocs    | Pos. |
| -- | ---------------- | ----------- | ---------------- | ----------- | ---------------- | ----- | ----- | ------- | ---- |
| 1  | Serena Williams  |             | 0−6, 2−6         | 6−1, 6−1    | 6−4, 6−4         | 2 − 1 | 4 − 2 | 26 − 22 | 2    |
| 4  | Simona Halep     | 6−0, 6−2    |                  | 6−2, 6−3    | 6−7(7), 6−3, 3−6 | 2 − 1 | 5 − 2 | 39 − 23 | 1    |
| 5  | Eugenie Bouchard | 1−6, 1−6    | 2−6, 3−6         |             | 1−6, 3−6         | 0 − 3 | 0 − 6 | 11 − 36 | 4    |
| 7  | Ana Ivanović     | 4−6, 4−6    | 7−6(7), 3−6, 6−3 | 6−1, 6−3    |                  | 2 − 1 | 4 − 3 | 36 − 31 | 3    |

#### Grup blanc
| Rq | Jugadora            | M. Xaràpova         | P. Kvitová | A. Radwańska     | C. Wozniacki        | V − D | Sets  | Jocs    | Pos. |
| -- | ------------------- | ------------------- | ---------- | ---------------- | ------------------- | ----- | ----- | ------- | ---- |
| 2  | Maria Xaràpova      |                     | 3−6, 2−6   | 7−5, 6−7(4), 6−2 | 6−7(4), 7−6(5), 2−6 | 1 − 2 | 3 − 5 | 39 − 45 | 4    |
| 3  | Petra Kvitová       | 6−3, 6−2            |            | 2−6, 3−6         | 2−6, 3−6            | 1 − 2 | 2 − 4 | 23 − 29 | 3    |
| 6  | Agnieszka Radwańska | 5−7, 7−6(4), 2−6    | 6−2, 6−3   |                  | 5−7, 3−6            | 1 − 2 | 3 − 4 | 34 − 37 | 2    |
| 8  | Caroline Wozniacki  | 7−6(4), 6−7(5), 6−2 | 6−2, 6−3   | 7−5, 6−3         |                     | 3 − 0 | 6 − 1 | 44 − 28 | 1    |

### Fase final
|  | Semifinals | Semifinals          | Semifinals      | Semifinals | Semifinals |                 |              | Final | Final | Final | Final | Final |
|  |            |                     |                 |            |            |                 |              |       |       |       |       |       |
|  | 4          | Simona Halep        | 6               | 6          |            |                 |              |       |       |       |       |       |
|  | 6          | Agnieszka Radwańska | 2               | 2          |            |                 |              |       |       |       |       |       |
|  | 6          | Agnieszka Radwańska | 2               | 2          |            | 4               | Simona Halep | 3     | 0     |       |       |       |
|  |            |                     |                 |            |            | 4               | Simona Halep | 3     | 0     |       |       |       |
|  |            | 1                   | Serena Williams | 6          | 6          |                 |              |       |       |       |       |       |
|  | 1          | 1                   | Serena Williams | 6          | 6          | Serena Williams | 2            | 6     | 7     |       |       |       |
|  | 1          |                     |                 |            |            | Serena Williams | 2            | 6     | 7     |       |       |       |
|  | 8          | Caroline Wozniacki  | 6               | 3          | 6⁶         |                 |              |       |       |       |       |       |

## Dobles

### Classificació
| Rq | Jugadores                              | Punts | T  | Data de classificació |
| -- | -------------------------------------- | ----- | -- | --------------------- |
| 1  | Sara Errani Roberta Vinci              | 9.315 | 18 | 11 de juliol          |
| 2  | Hsieh Su-Wei Peng Shuai                | 5.262 | 12 | 10 de setembre        |
| 3  | Cara Black Sania Mirza                 | 5.185 | 21 | 22 de setembre        |
| 4  | Iekaterina Makàrova Ielena Vesninà     | 5.130 | 13 | 10 de setembre        |
| 5  | Raquel Kops-Jones Abigail Spears       | 4.240 | 21 | 25 de setembre        |
| 6  | Květa Peschke Katarina Srebotnik       | 3.950 | 18 | 1 d'octubre           |
| 7  | Garbiñe Muguruza Carla Suárez Navarro  | 3.515 | 12 | 6 d'octubre           |
| 8  | Al·la Kudriàvtseva Anastasia Rodionova | 3.410 | 21 | 12 d'octubre          |

### Fase final
| Quarts de final | Quarts de final                        | Quarts de final | Quarts de final | Quarts de final |  |   | Semifinals              | Semifinals                             | Semifinals | Semifinals | Semifinals |  |  | Final | Final                   | Final | Final | Final |
|                 |                                        |                 |                 |                 |  |   |                         |                                        |            |            |            |  |  |       |                         |       |       |       |
| 1               | Sara Errani Roberta Vinci              | 1               | r               |                 |  |   |                         |                                        |            |            |            |  |  |       |                         |       |       |       |
| 6               | Květa Peschke Katarina Srebotnik       | 2               |                 |                 |  |   | 6                       | Květa Peschke Katarina Srebotnik       | 6          | 5          | [9]        |  |  |       |                         |       |       |       |
| 3               | Cara Black Sania Mirza                 | 6               | 2               | [12]            |  | 3 | Cara Black Sania Mirza  | 4                                      | 7          | [11]       |            |  |  |       |                         |       |       |       |
| 5               | Raquel Kops-Jones Abigail Spears       | 3               | 6               | [10]            |  |   |                         |                                        |            |            |            |  |  | 3     | Cara Black Sania Mirza  | 6     | 6     |       |
| 8               | Al·la Kudriàvtseva Anastasia Rodionova | 4               | 6               | [10]            |  |   |                         |                                        |            |            |            |  |  | 2     | Hsieh Su-Wei Peng Shuai | 1     | 0     |       |
| 4               | Iekaterina Makàrova Ielena Vesninà     | 6               | 2               | [6]             |  |   | 8                       | Al·la Kudriàvtseva Anastasia Rodionova | 1          | 4          |            |  |  |       |                         |       |       |       |
| 7               | Garbiñe Muguruza Carla Suárez Navarro  | 4               | 1               |                 |  | 2 | Hsieh Su-Wei Peng Shuai | 6                                      | 6          |            |            |  |  |       |                         |       |       |       |
| 2               | Hsieh Su-Wei Peng Shuai                | 6               | 6               |                 |  |   |                         |                                        |            |            |            |  |  |       |                         |       |       |       |